# شهرستان پیرس (ویسکانسین)
شهرستان پیرس، ویسکانسین (به انگلیسی: Pierce County, Wisconsin) یک سکونتگاه مسکونی در ایالات متحده آمریکا است که در ویسکانسین واقع شده‌است.

## خصوصیات
شهرستان پیرس ۱٬۵۳۳٫۲۸ کیلومترمربع مساحت دارد.